# Alexandra Jakobi

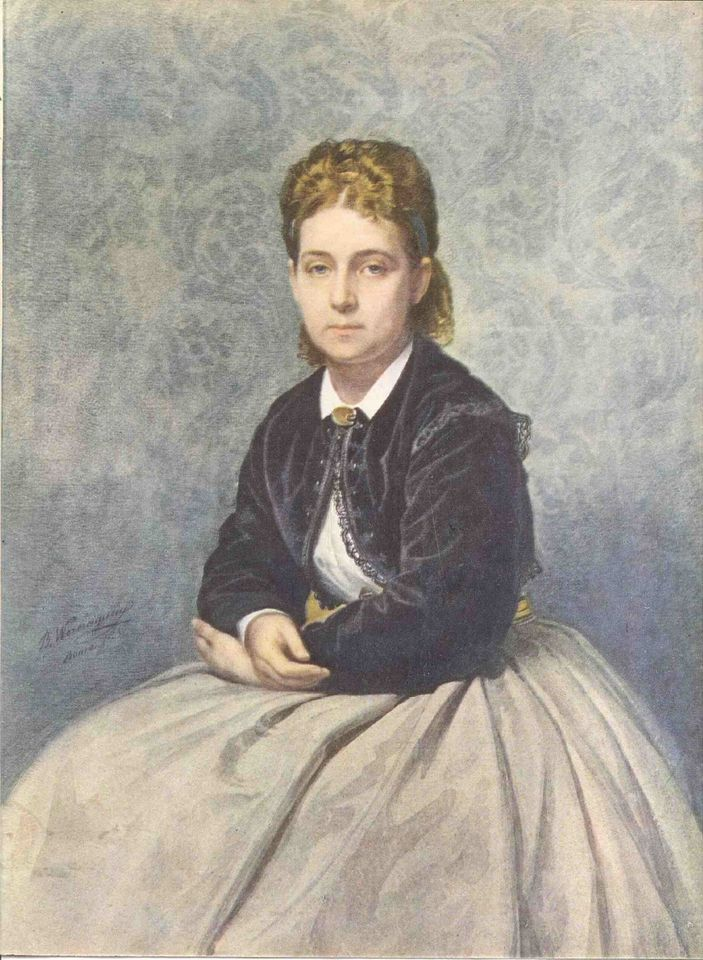
Alexandra Jakobi, Aquarell von Wassili Wereschtschagin (1867)

Alexandra Nikolajewna Jakobi (* 24. Apriljul. / 6. Mai 1841greg. in Jegorjewsk, Gouvernement Rjasan, Russisches Kaiserreich; † 1. Dezember 1918 in Petrograd, RSFSR) war eine russische Schriftstellerin, Journalistin, Publizistin, Verlegerin und Feministin. Sie war eine gebürtige Susokolowa und trug in ihren drei Ehen die Namen Tjufjaewa, Jakobi und zuletzt Peschkowa. Sie war auch bekannt unter dem Pseudonym Toliwerowa.

## Leben und Schaffen
Alexandra Nikolajewna Jakobi wirkte als Kinderbuchautorin, Journalistin und Verlegerin der Kinderzeitschrift Igruschetschka (Spielzeug) und der Zeitschrift Schenskoe delo (Frauensache). Sie war außerdem eine aktive Feministin und Sozialaktivistin. Sie stand den italienischen Revolutionären der 1860er Jahre nahe und war Mitglied der Bewegung Giuseppe Garibaldis. Als Barmherzige Schwester betreute sie verwundete Kämpfer des Risorgimento. Im Jahre 1866 befreite sie im Auftrag Garibaldis dessen Adjutanten Luigi Castellazzo aus einem römischen Gefängnis, indem sie in dieses in Gestalt seiner Braut eindrang. Für diese gewagte Tat verdiente sie sich den persönlichen Dank des italienischen Revolutionärs. Jakobis Biographie voller lebhafter, dramatischer Ereignisse wurde zum Gegenstand zahlreicher Romantisierungen und Mythologisierungen.
Sie schrieb unter anderem Erinnerungen über Giuseppe Garibaldi, Franz Liszt und Fjodor Dostojewski. Sie war eine Freundin von Nikolai Leskow, mit dem sie in langjähriger Korrespondenz stand, und erscheint als Figur in seinen Werken. Sie ist auch eine Figur in N. Kalmas Novelle Verzaubertes Hemd unter dem Namen „Kriegerengel“. Sie übersetzte George Sands Märchen ins Russische und erstmals die Gedichte Michail Lermontows und Nikolai Nekrassows ins Italienische. Um 1860 ging sie eine Beziehung mit dem Künstler Waleri Iwanowitsch Jakobi ein und heiratete später den Kosaken Peschkow. Sie war eine bekannte Schönheit und Modell für Porträts von Waleri Jakobi und Wassili Wereschtschagin. Sie war auch die Großmutter der berühmten sowjetischen Archäologin Tatjana Passek.